# Чёрная «Волга»

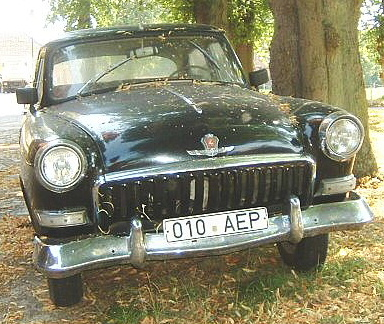
«ГАЗ-21» — объект легенды.

Чёрная «Волга» — городская легенда, впервые возникшая в 1960-х годах и относительно распространённая в Польше и в меньшей степени — в России, Беларуси, Украине и в Монголии.

## Содержание
В легендах говорилось о чёрном (в некоторых версиях легенды — о красном) автомобиле-лимузине «Волга» (с белыми колёсными дисками, белыми занавесками и другими белыми элементами), который якобы использовался для похищения людей, особенно детей. Согласно разным версиям легенды, хозяевами автомобиля были священники, монахи, евреи, вампиры, сатанисты, злые люди или даже сам Сатана. Детей якобы похищали, чтобы использовать их кровь в качестве лекарства от лейкемии в богатых странах Запада и арабских странах; другие варианты повествовали о похищениях с целью изъятия органов, совмещая эту легенду с другой известной легендой о краже почек агентами КГБ. Легенда вновь появилась в конце XX века, но место «Волги» заняли чёрные BMW или Mercedes, иногда описываемые как автомобили с рогами вместо боковых зеркал. В новой версии легенды водитель якобы спрашивает у прохожих точное время и убивает их, когда они подходят к машине, чтобы ответить (по другой версии легенды, они умирают в то же время днём позже).

## Причины
В Советском Союзе «Волга» была самым дорогим автомобилем, доступным для покупки простому человеку (на самом деле, для покупки были доступны и более дорогие ЗИС-101, ЗИМ, ГАЗ-М72, ГАЗ-69 и УАЗ, но в частном владении таких машин было ничтожно мало). Чёрные «Волги» и вовсе были зарезервированы для государственного использования только в качестве ведомственного автомобиля и в частные руки никогда не продавались. Свой отпечаток наложило и активное использование легкового автомобиля Горьковского автозавода «ГАЗ-М-1» («эмка») органами НКВД в годы массовых репрессий. Почти всё время выпуска «эмки» в целях экономии красились в чёрный цвет, что подчёркивало зловещий образ автомобиля, созданный на основе панического страха перед репрессиями (отсюда пошло название «чёрный воронок»). По многочисленным легендам, на такой машине ездил по Москве начальник НКВД (на самом деле, такой должности в НКВД не было) Лаврентий Берия в сопровождении личных телохранителей Саркисова и Надарая и, похитив интересную себе женщину прямо на улице, увозил её в свой дом на Малой Никитской и насиловал, отчего и пошли слухи, в которых имя совершителя, естественно, не упоминалось.

## В культуре
В 2009 году режиссёр Тимур Бекмамбетов снял фильм «Чёрная молния», в котором летающая чёрная «Волга» не причиняет вред людям, а помогает творить добро. В 2015 году вышел фильм Натальи Кудряшовой «Пионеры-герои», где экранизирована легенда о чёрной «Волге».
Также Чёрная Волга является транспортом в игре Day R, являясь самым быстрым транспортом в игре (вместе с вертолётом МИ-8, у них обоих скорость 100 км/ч.